# 大和撫子魂
「大和撫子魂」（やまとなでしこ）は、日本の女性歌手グループ・BeForUのメンバー、小坂りゆの2枚目のソロシングルである。

## 解説
2006年10月18日にavex modeより、「CDのみ」、「CD+DVD」の2形態で発売された。DVDには「大和撫子魂」のプロモーションビデオが収録されている。CDには「大和撫子魂」の英語歌詞バージョンを収録。
同じくBeForUのメンバーであるNoriaのシングル「LOVE②くらっち」と同時リリースされた。
『GuitarFreaksV3』、『DrumManiaV3』提供曲。

## 収録曲

### CD
1. 大和撫子魂
  - 作詞：小坂りゆ／作曲・編曲：LOVE+HATE
2. 大和撫子魂 〜Love Ballad style〜
3. 大和撫子魂 〜MAXXX400∞STYLE〜JPN edit〜
4. YAMATO NADESHIKO 〜English edit〜
  - 詞訳：frances maya
5. 大和撫子魂 〜Instrumental

### DVD
1. 大和撫子魂 〜PROMOTION CLIP〜
2. 大和撫子魂 〜MAXXX400∞STYLE ANITMATION CLIP〜